# ملاحة (فلسطين)
ملّاحة، هي قرية فلسطينية في قضاء صفد، هجر أهلها وتم تدميرها خلال نكبة الشعب الفلسطيني عام 1948.

## نبذة تاريخية وجغرافية
قرية الملاحة قريبة جدًّا من الركن الشمالي الغربي لبحيرة الحولة (1,5 كم)، على حافة أراضي امتياز الحولة،  كما تقع في ظاهر «بيسمون» الجنوبي.
يمرّ فيها وادي البارد والذي يبدأ سيره على مسيرة نحو كيلومتر من شرقها والذي يعتبر من أغزر ينابيع فلسطين، يصُبّ فيه نبع عين ملّاحة الذي يقع جنوبي القرية ويتدفق منه ما بين 1800-2700 متر مكعب من المياه في الساعة.
والكيلومترات الاتية تبيّن بُعد هذه القرية عما جاورها من النواحي:
العُلمانية: 2 كم
الحسينية: 6 كم
خربة وقاص: 8 كم
صفد: 20 كم
تبلغ مساحة أراضي القرية 2168 دونمًا منها 20 دونماً مساحة القرية نفسها و36 للطرق والوديان و294 دونمًا يملكها اليهود. تحيط بالأراضي المذكورة، أراضي امتياز الحولة والعلمانية وبيسمون والهراوي وديشوم والقلاع اليهودية.
وبلغ عدد سكان الملاحة في عام 1922 (697) نسمة منهم (440) من عرب الملاحة و(257) من عرب الزبيد.
وفي عام 1931 كان فيها (654) نسمة لهم 161 بيتاً. وفي عام 1945 بلغ مجموع الملاحة وزبيد (890) نسمة، والملاحة تعتبر موقع أثري يحتوي على «تل أنقاض واثار مبان».
ومن حوادث الملاحة في الحروب الصليبية التقاء جيوش «نور الدين محمود» بجيوش بالدوين الثالث الصليبية عند الملّاحة في يوم السبت 9 جمادى الأولى من عام 552 ه: 1157 م. والتي هَزَمَت فيها انذاك جيوش «نور الدين محمود» جيوش بالدوين هزيمة حاسمة ونجا ملكهم مع نفر قليل من حُرّاسه.
وقد مرّ الرحالة الشّامي المتصوّف البكري الصديقي الذي جال في فلسطين في أواسط القرن الثامن عشر بقرية دعاها الملاحة والتي هي الملاحة اليوم.
وكانت الزراعة عماد اقتصاد القرية في عام 1945-1946 حيث كان ما مجموعه 1761 دونمًا مخصصًا للحبوب.

## احتلال القرية وتهجير سكانها
استولت القوات الصهيونية على الملاحة في نهاية عملية يفتاح في 25 أيار /مايو 1948. بعد شنّ حملة من الحرب النفسية التي كانت أسلوباً معتمداً لقوات الاحتلال الإسرائيلي.
وذلك قبل عشرة أيام تقريباً من تاريخ النزوح، حيث أن القوات الصهيونية كانت قذ وجهت نيران مدافع الهاون إلى جملة قرى أخرى مجاورة في تلك الآونة وذلك في سياق عملية يفتاح. هُجِّر السكان وخرجوا إلى مخيمات درعا، الست زينب، جرمانا وغيرها من مخيمات الشتات.

### القرية اليوم
تغلب النباتات البرية وخليط من نبات الصبار وشجر التين والكينا والنخيل على التل الرملي الذي كانت القرية قائمة عليه ويشاهد بين أجمة النباتات تلك الأنقاض الحجرية المتناثرة من المنازل المدمرة، أما الأرض المجاورة فيزرعها سكان مستعمرة يسود همعلا.

### المستوطنات الصهيونية على أراضي القرية
لا مستعمرات صهيونية على أراضي القرية أما مستعمرة همعلا التي أسست سنة 1883، فتقع على بعد 5 كلم إلى الجنوب الشرقي من موقع القرية.

### إحصاءات وحقائق
| الخلفية العرقية | ملكية الأرض/دونم |
| --------------- | ---------------- |
| فلسطيني         | 1,838            |
| تسربت للصهاينة  | 294              |
| مشاع            | 36               |
| المجموع         | 2,168            |

| نوعية المساحة المستخدمة | فلسطيني (دونم) | يهودي (دونم) |
| ----------------------- | -------------- | ------------ |
| مزروعة بالحبوب          | 1,761          | 294          |
| مبنية                   | 20             | 0            |
| صالح للزراعة            | 1,761          | 294          |
| بور                     | 93             | 0            |

| السنة                        | نسمة  |
| ---------------------------- | ----- |
| 1922                         | 697   |
| 1931                         | 654   |
| 1945                         | 890   |
| 1948                         | 1,032 |
| تقدير لتعداد الاجئين في 1998 | 6,340 |

| السنة | عدد البيوت |
| ----- | ---------- |
| 1931  | 161        |
| 1948  | 254        |

## وصلات خارجية
- ملاحة ترحب بكم